# Wang Chiu-chiang
Wang Chiu-chiang (王久江T, 王久江S, Wáng JiǔjiāngP; romanizzazione sichuanese: Uang Chiu-chiang; Contea di Santai, 1957) è un pittore e collezionista di antiquariato cinese. È anche conosciuto come 王九江 (Wang Jiujiang), vive e opera a Mianyang.

## Biografia
Pittore della tradizione pittorica cinese, la cui opera si basa principalmente su una relazione con e dalla natura, reinterpretando lo stile tradizionale di shan-shui. È classificato come artista nazionale di prima classe.

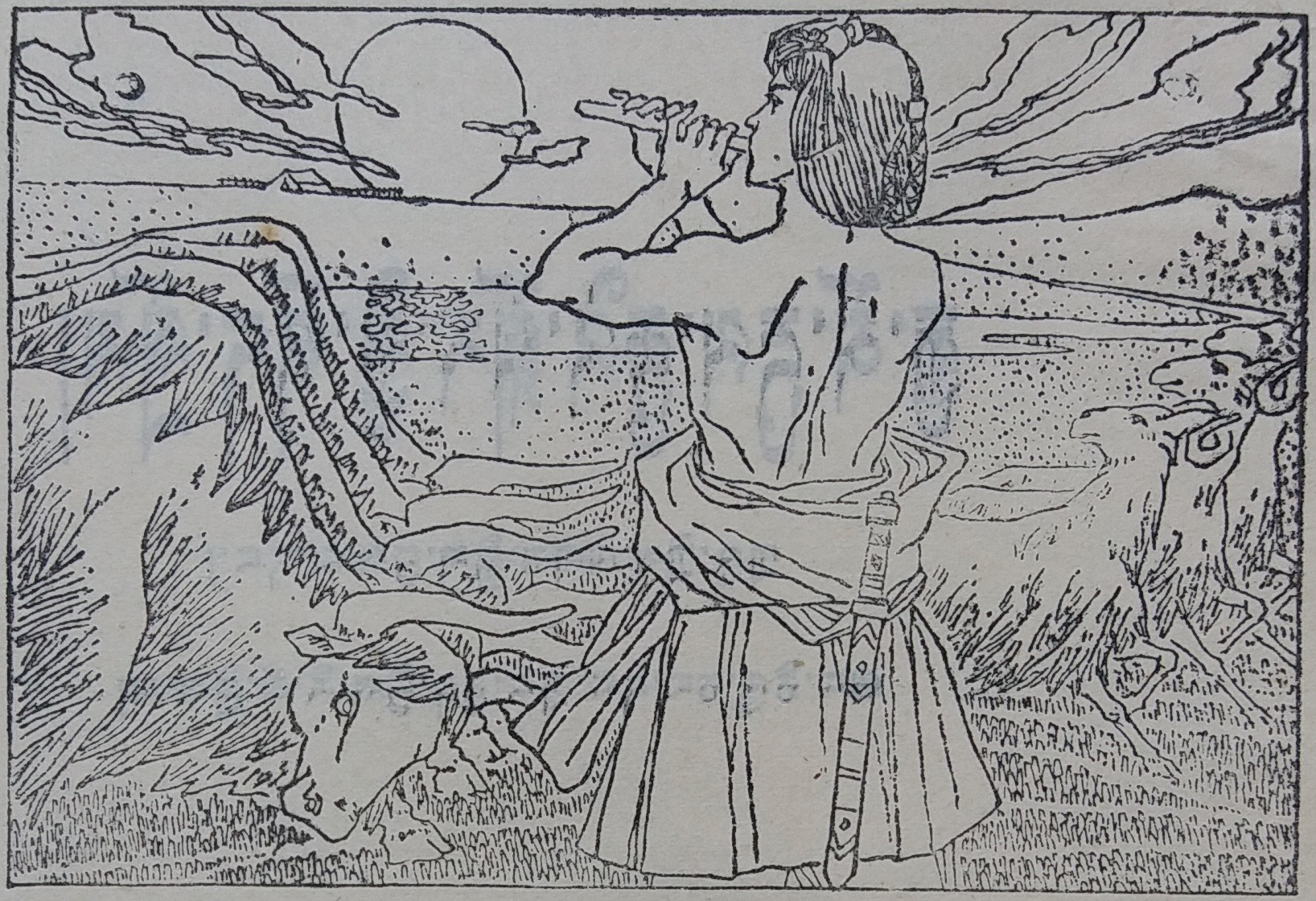
Un’illustrazione per Il cigno, un album illustrato in tibetano pubblicato nel 1982.

Nasce a Santai, Mianyang, nella provincia del Sichuan. Ha vissuto in Tibet negli anni 1980, ha servito come direttore artistico per la regione militare del Tibet. Nel 1982, ha creato le illustrazioni per due album illustrati che raccontano i folclori tibetani, La storia di Akhu Tönpa e Il cigno. Con L’eternità, un dipinto in legno intagliato, ha vinto il premio di eccellenza creativa alla quinta Mostra di belle arti del Tibet, nel 1986.
Nel 1988, Wang ha vinto il premio d’onore del Concorso nazionale di pittura di genere per la sua opera La sepoltura celeste; e il terzo premio del Grande Concorso di pittura cinese organizzato nella città di Shenzhen, per la Melodia autunnale nelle montagne del rrmea, nel 1989. La sua opera L’autunno alto, per la quale ha ricevuto un premio di eccellenza nel 1993, è stata accettata alla collezione dell’Accademia di poesia, calligrafia e pittura del Sichuan. Nel 2002, L’altopiano dorato, un dipinto in stile shan-shui, è stato esposto alla Mostra nazionale di dipinti cinesi.
Nel 2003, è stato premiato per la opera Il canto del sutra (a.k.a. Praying; 220 × 126 cm)—un dipinto in stile «neo-shanshui»—con il premio di eccellenza dell’Associazione degli artisti cinesi, mentre era esposta alla Grande Mostra di dipinti cinesi. Partecipa inoltre ogni anno alla Ink and Wash Fucheng Invitational Art Exhibition, una mostra annuale tenutasi nel distretto di Fucheng, Mianyang.
Oltre ai dipinti di shan-shui, ha anche creato guazzi, dipinti ad olio e alcune opere espressioniste astratte durante i suoi anni giovanili.

## Critica
Zhang Shiying, un pittore professionista di Canton, quando parla delle opere di Wang, affermando: «Una sensazione di freschezza, dovuta alla vista spaziosa e allo spirito libero; una sensazione di luminosità, dovuta all’assenza di desolazione e malinconia.»

## Galleria d'immagini

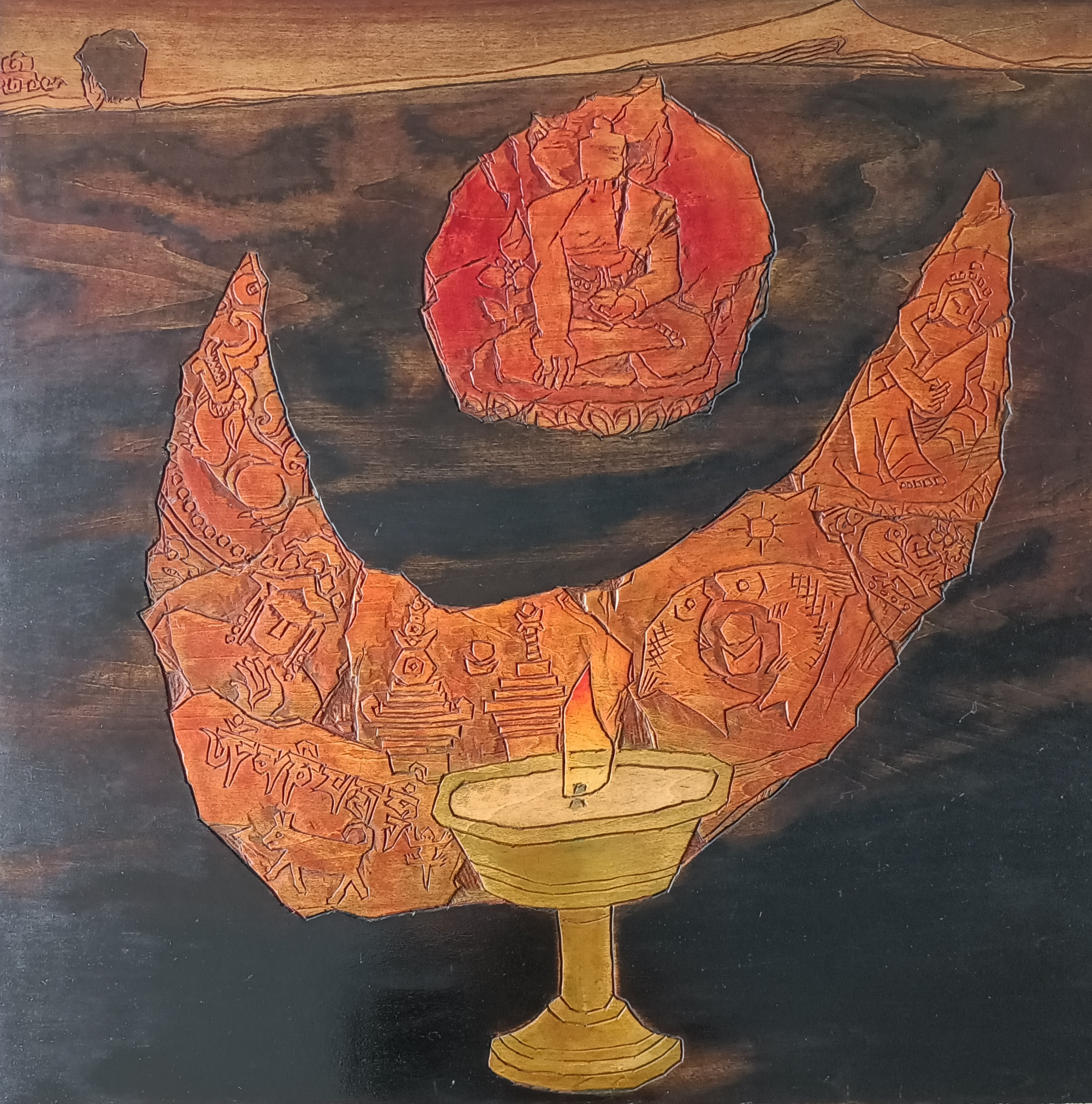
L’eternità
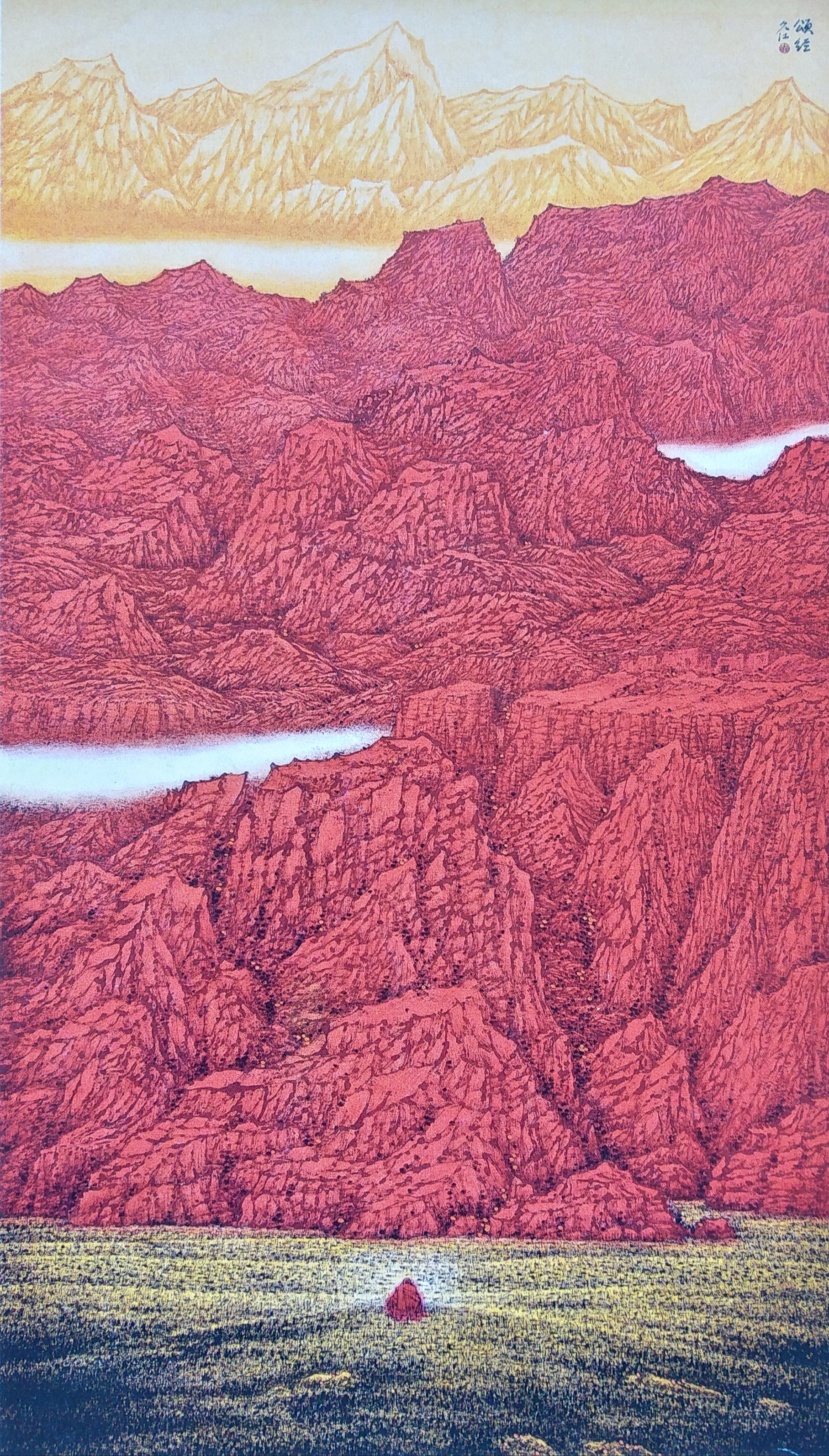
Il canto del sutra
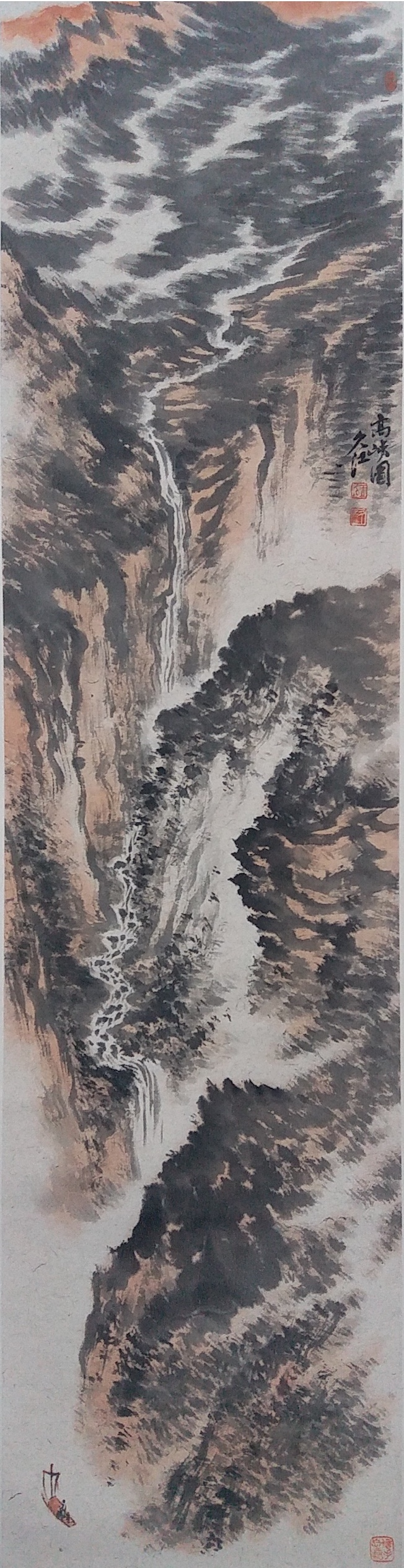
La grande gola del fiume
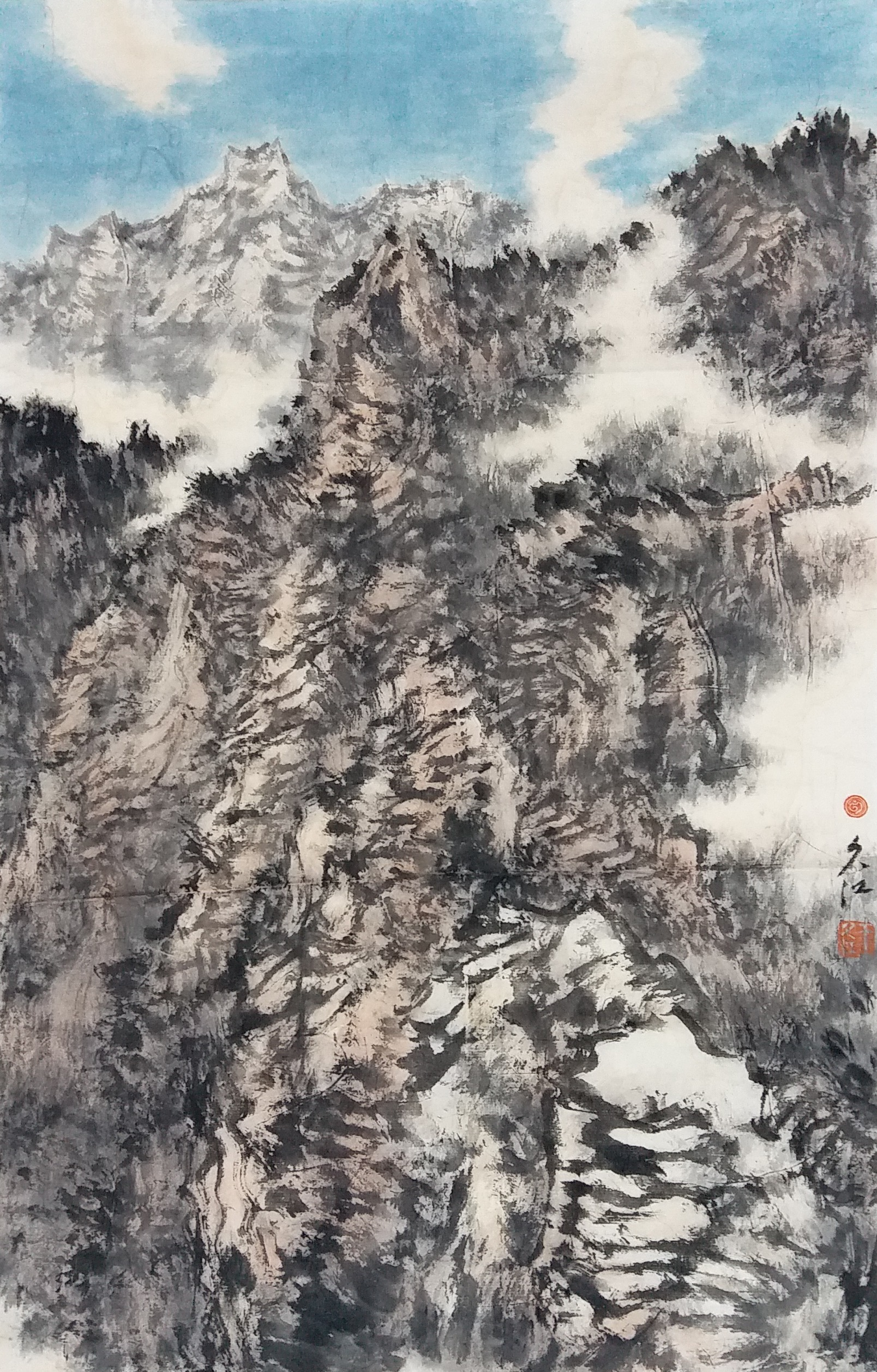
Le montagne di Lung-nan
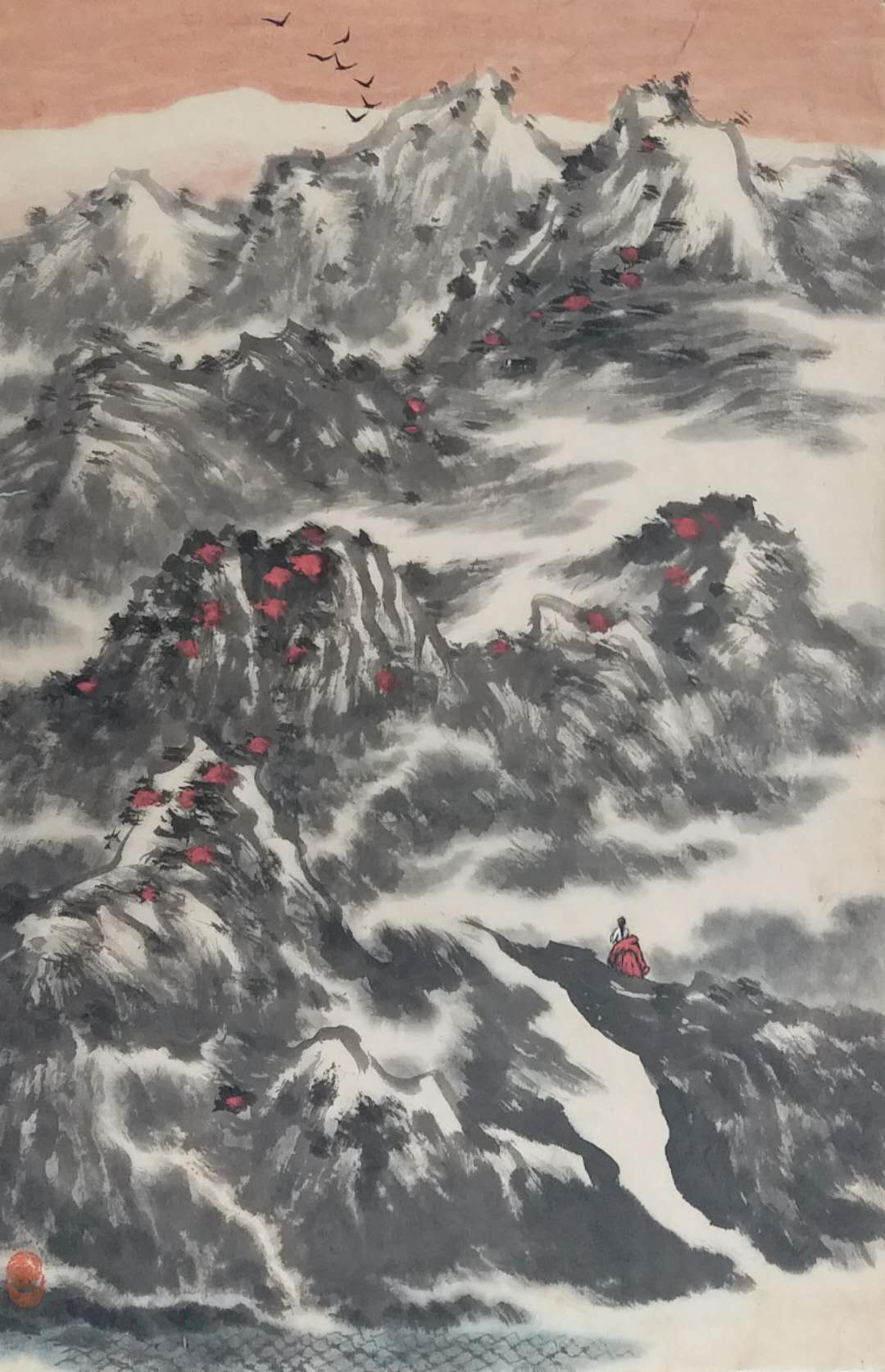
La terra dei falchi
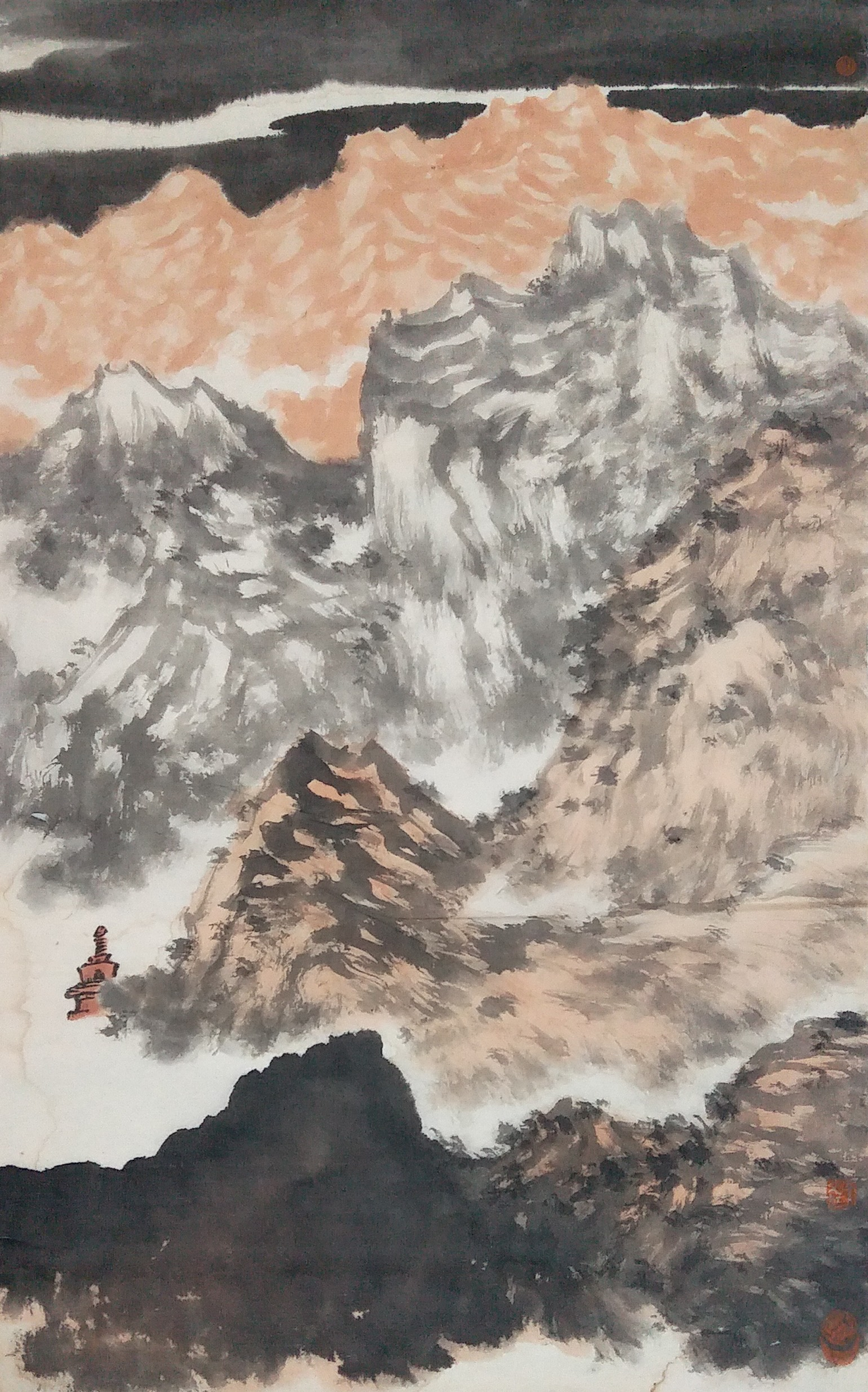
Paesaggio tibetano, nº 3
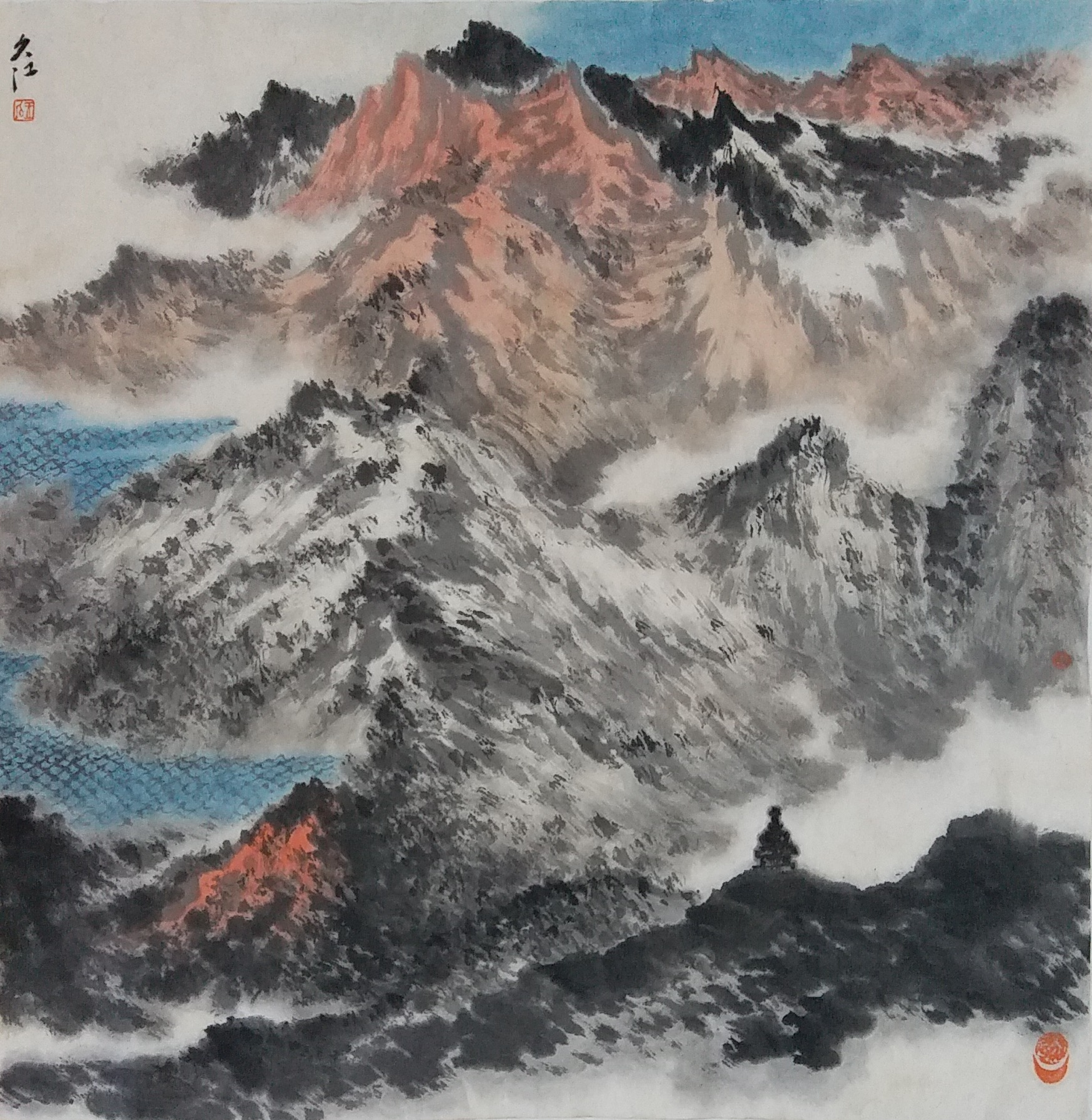
Paesaggio tibetano, nº 4
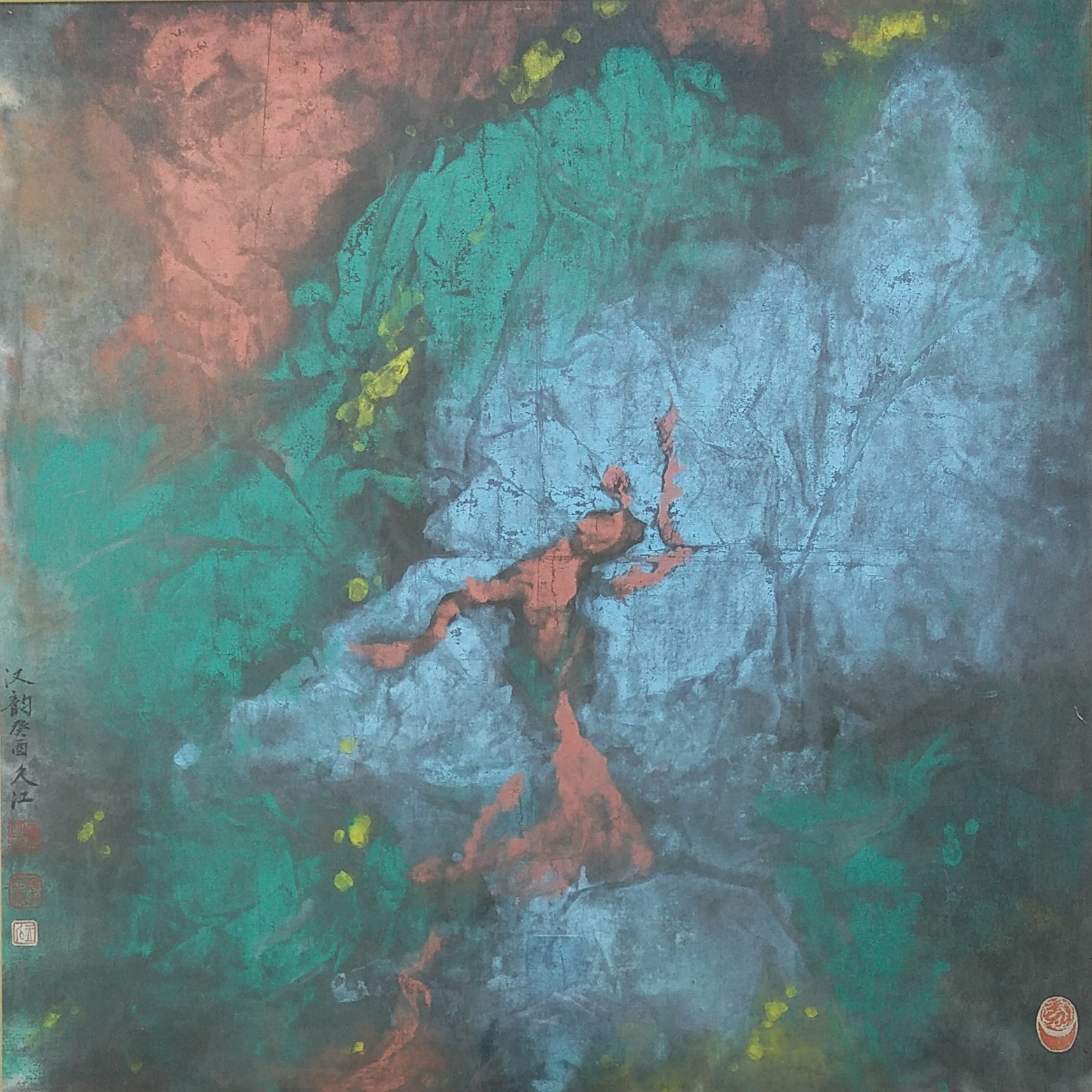
Gli echi della melodia della dinastia Han
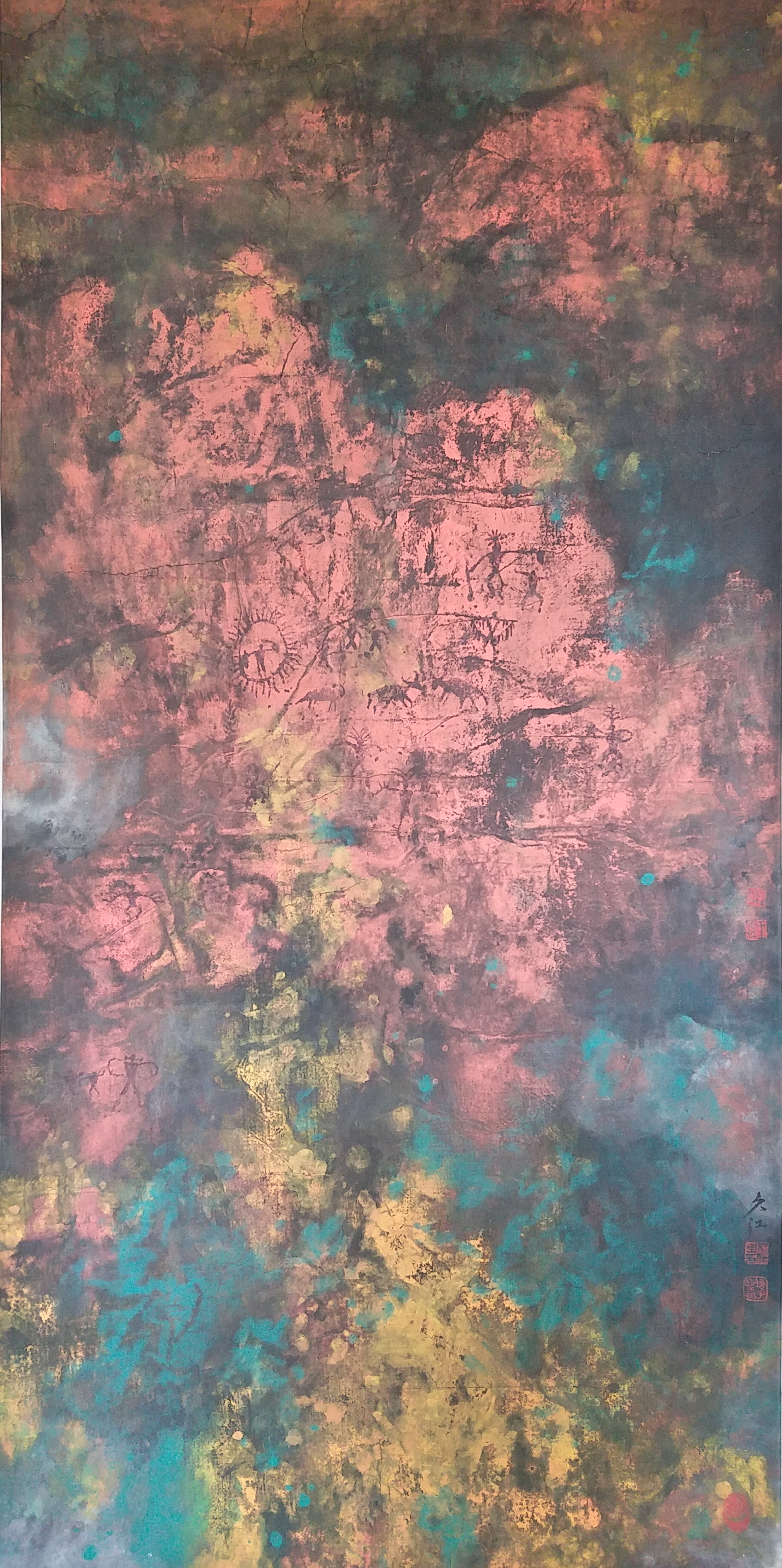
Totem antico
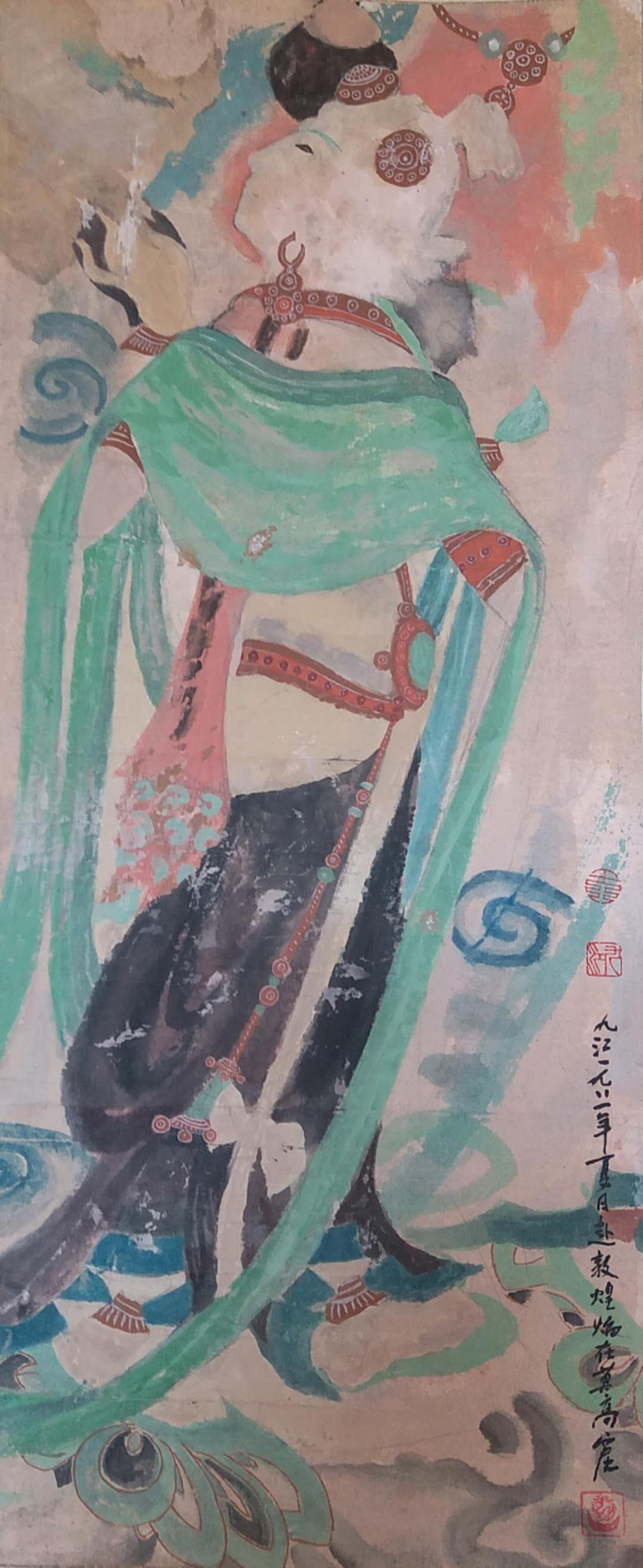
Replica di un affresco di una figura buddista delle grotte di Mo-kao
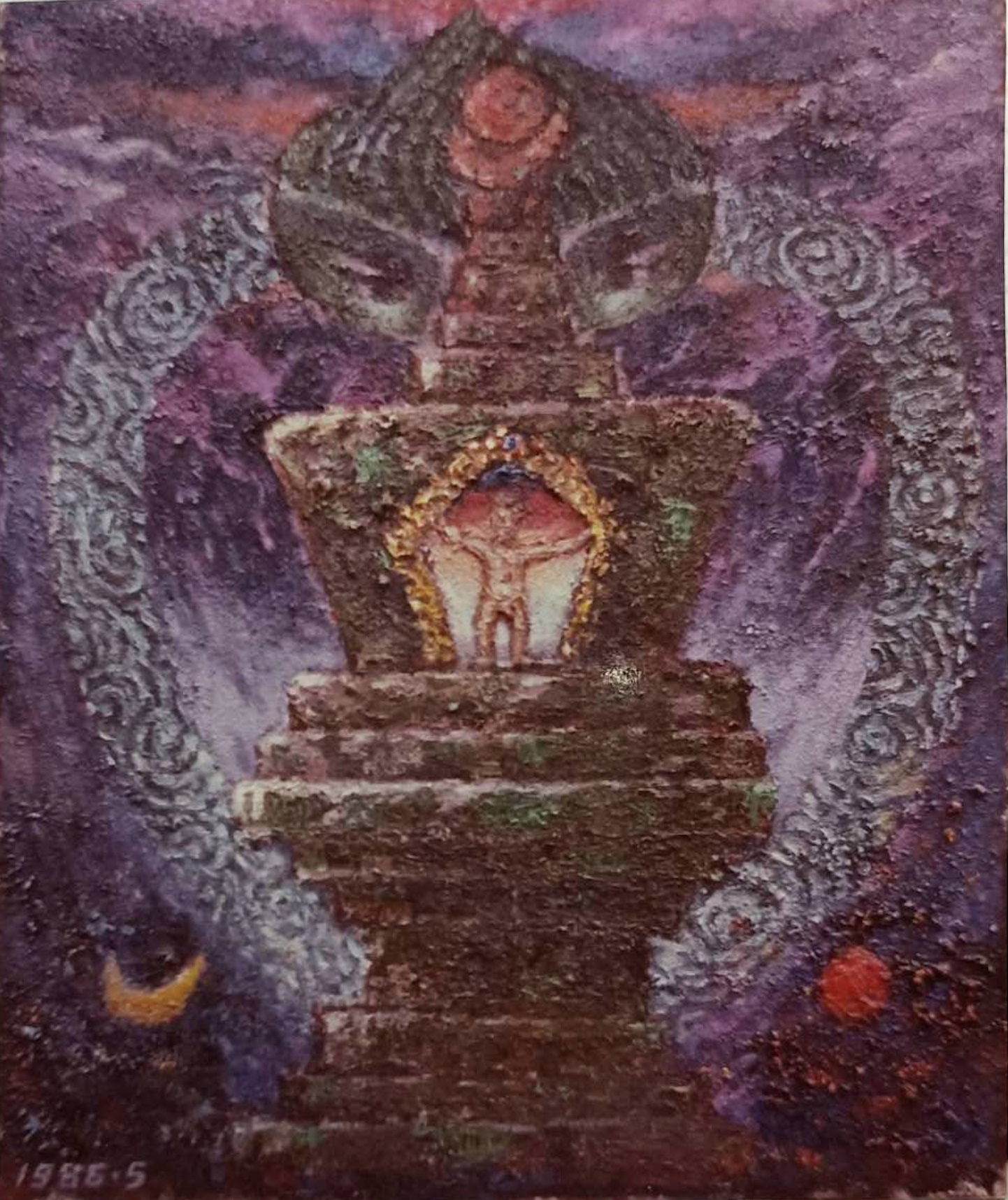
La nascita di Buddha, olio su carta, fotografia
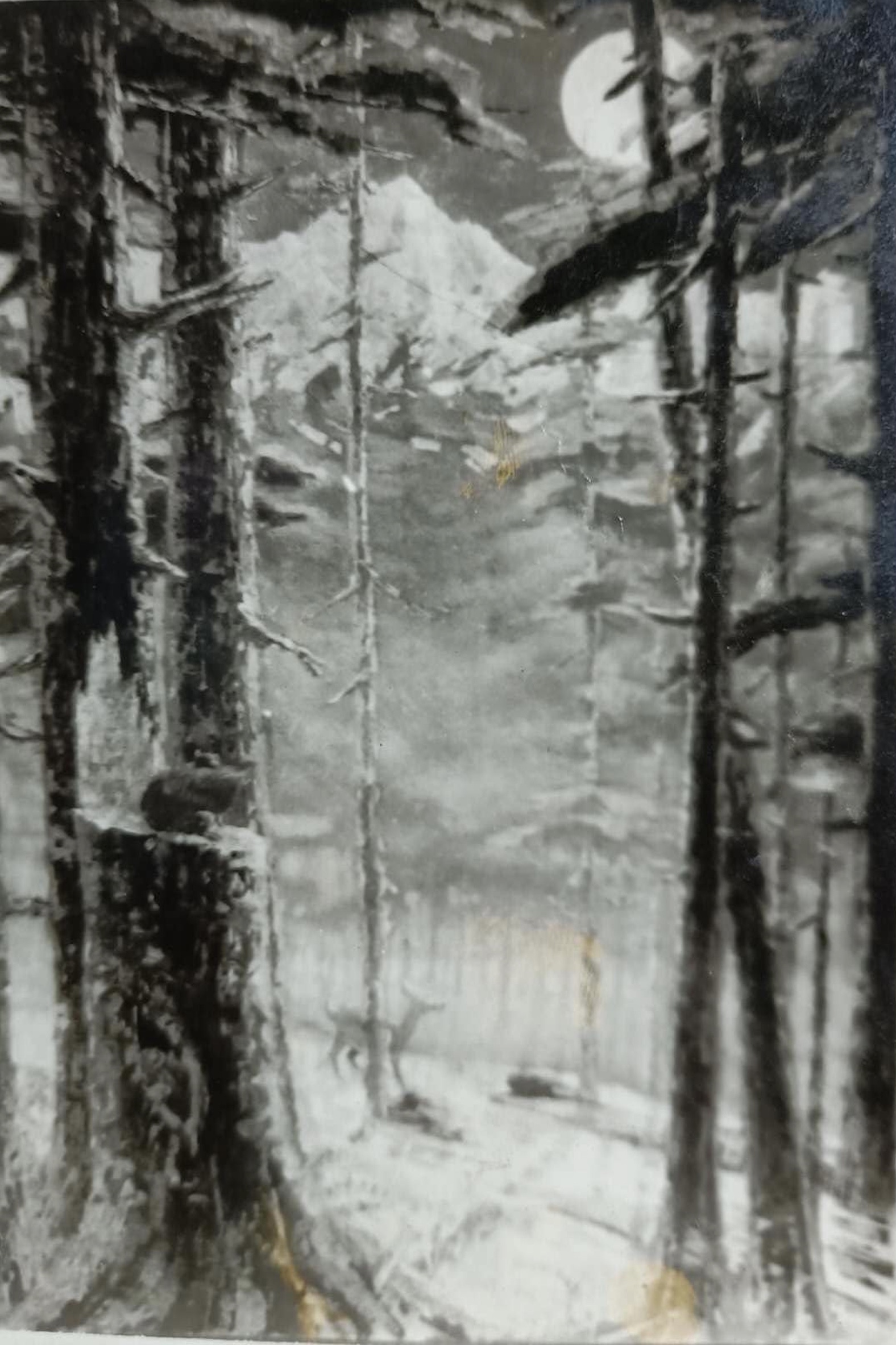
Notte al chiaro di luna, guazzo, foto in bianco e nero